# Rəşad Sadıqov

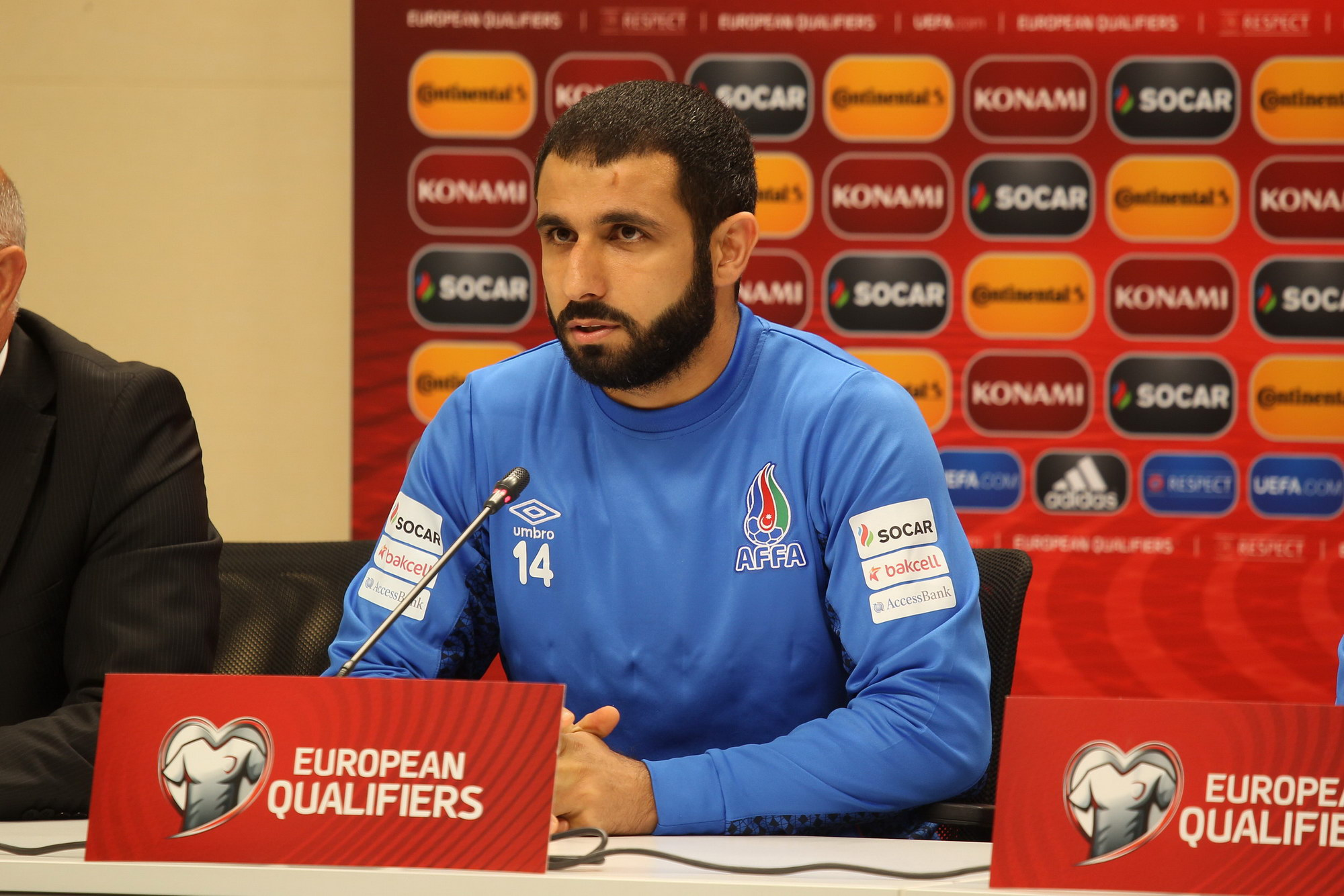
Rəşad Sadıqov (2015)

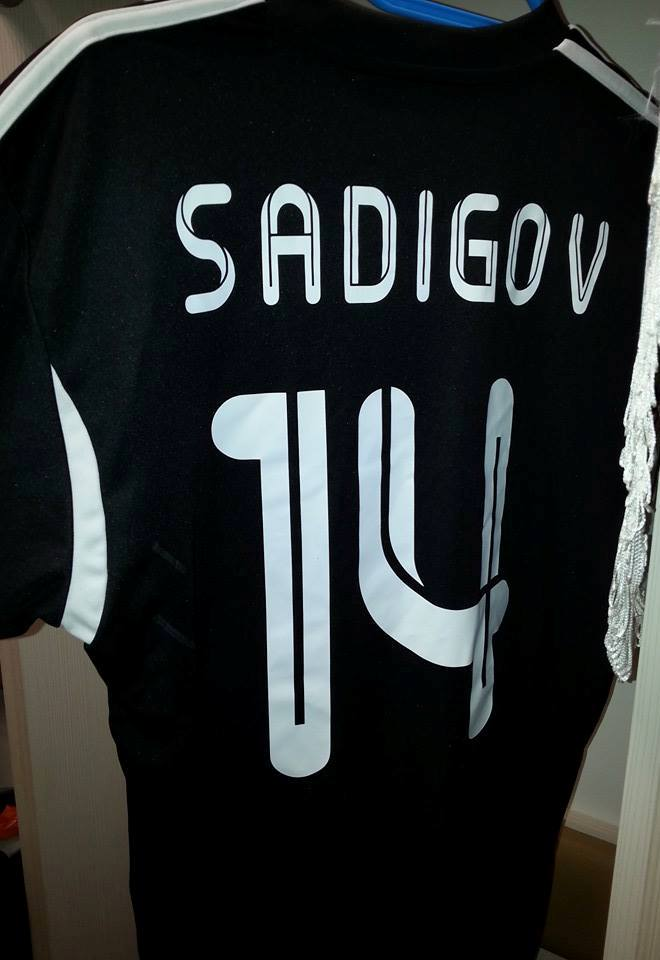
Dres Rəşada Sadıqova ze sezóny 2013/14

Rəşad Fərhad oğlu Sadıqov [rašad sadygov] (* 16. června 1982, Baku, Ázerbájdžánská SSR, SSSR) je ázerbájdžánský fotbalový obránce a reprezentant, od roku 2011 hráč klubu Qarabağ FK. Mimo Ázerbájdžán působil na klubové úrovni v Íránu a Turecku. Od roku 2004 je kapitánem ázerbájdžánské fotbalové reprezentace, zároveň má na svém kontě nejvíce reprezentačních startů ze všech ázerbájdžánských fotbalistů (105 k listopadu 2016).
V letech 2004, 2005, 2010, 2013 a 2016 se stal ázerbájdžánským fotbalistou roku.

## Klubová kariéra
- Turan Tovuz İK 2000–2001; 26 (4)
- Neftçi Baku 2001–2002; 23 (1)
- Foolad FC 2002–2003; 20 (1)
- Neftçi Baku 2003–2005; 44 (1)
- Kayserispor 2005–2006; 12 (1)
- Neftçi Baku 2006–2008; 40 (7)
- Kocaelispor 2008–2009; 16 (2)
- Qarabağ FK 2009–2010; 20 (0)
- Eskişehirspor 2010; 5 (0)
- Qarabağ FK 2011–; 121 (6)

## Reprezentační kariéra
Rəşad Sadıqov má za sebou starty za mládežnické výběry Ázerbájdžánu v kategoriích U18 a U21.
V A-mužstvu Ázerbájdžánu debutoval 7. 10. 2001 v kvalifikačním utkání v Solně proti reprezentaci Švédska (prohra 0:3).